# Burton-on-Yore
Burton-on-Yore est une paroisse civile du Yorkshire du Nord, en Angleterre.